# مائوریسیو بورژس سیلوا
مائوریسیو بورژس سیلوا (انگلیسی: Maurício Borges Silva؛ زادهٔ ۴ فوریهٔ ۱۹۸۹) بازیکن والیبال اهل برزیل عضو تیم ملی والیبال مردان برزیل است. وی به همراه برزیل مدال طلا والیبال در بازی‌های المپیک تابستانی ۲۰۱۶ – مسابقات مردان راه به دست آورد.
از باشگاه‌هایی که در آن بازی کرده‌است می‌توان به آرکاس اسپور اشاره کرد.